# Rio Dobrineşti
O Rio Dobrineşti é um rio da Romênia, afluente do Crişul Repede, localizado no distrito de Bihor.